# Kampung Baro (Darul Aman)
Kampung Baro is een bestuurslaag in het regentschap Aceh Timur van de provincie Atjeh, Indonesië. Kampung Baro telt 480 inwoners (volkstelling 2010).